# Eleições parlamentares europeias de 2019 no distrito de Coimbra
| Eleições parlamentares europeias de 2019 Distritos: Aveiro \| Beja \| Braga \| Bragança \| Castelo Branco \| Coimbra \| Évora \| Faro \| Guarda \| Leiria \| Lisboa \| Portalegre \| Porto \| Santarém \| Setúbal \| Viana do Castelo \| Vila Real \| Viseu \| Açores \| Madeira \| Estrangeiro |

## Resultados por concelho
Os resultados nos concelhos do Distrito de Coimbra foram os seguintes:

### Arganil
| Partido                 | Partido                        | Votos  | %               | +/-     |
| ----------------------- | ------------------------------ | ------ | --------------- | ------- |
|                         | Partido Socialista             | 1 456  | 38,25 / 100,00  | 2,63    |
|                         | Partido Social Democrata       | 1 136  | 29,84 / 100,00  | -       |
|                         | Bloco de Esquerda              | 269    | 7,07 / 100,00   | 4,19    |
|                         | Pessoas–Animais–Natureza       | 144    | 3,78 / 100,00   | 2,52    |
|                         | CDS – Partido Popular          | 122    | 3,20 / 100,00   | -       |
|                         | Coligação Democrática Unitária | 111    | 2,92 / 100,00   | 1,24    |
|                         | Aliança                        | 93     | 2,44 / 100,00   | Novo    |
|                         | LIVRE                          | 40     | 1,05 / 100,00   | Estável |
|                         | Outros (com menos de 1,00%)    | 145    | 3,82 / 100,00   |         |
| Votos Inválidos         | Votos Inválidos                | 291    | 7,65 / 100,00   | 0,46    |
| Total                   | Total                          | 3 807  | 100,00 / 100,00 |         |
| Eleitorado/Participação | Eleitorado/Participação        | 10 272 | 37,06 / 100,00  | 0,74    |

| Freguesia                   | %     | %     | %     | %    | %     | %    | %    | %    | Votantes |
| Freguesia                   | PS    | PSD   | BE    | PAN  | CDS   | CDU  | A    | L    | Votantes |
| --------------------------- | ----- | ----- | ----- | ---- | ----- | ---- | ---- | ---- | -------- |
| Arganil                     | 34,43 | 27,75 | 10,07 | 5,08 | 3,81  | 3,47 | 1,18 | 1,61 | 1 182    |
| Benfeita                    | 39,23 | 38,46 | 4,62  | 6,15 | 2,31  | 2,31 | 0,77 | 0    | 130      |
| Celavisa                    | 39,29 | 32,14 | 2,38  | 0    | 3,57  | 5,95 | 7,14 | 0    | 84       |
| Cepos e Teixeira            | 45,00 | 26,25 | 5,00  | 0    | 3,75  | 0    | 0    | 1,25 | 80       |
| Cerdeira e Moura da Serra   | 30,94 | 39,78 | 3,87  | 2,76 | 3,87  | 4,42 | 4,42 | 0,55 | 181      |
| Coja e Barril de Alva       | 46,96 | 21,25 | 8,15  | 5,11 | 3,04  | 1,76 | 3,51 | 0,64 | 626      |
| Folques                     | 57,36 | 14,73 | 7,75  | 3,10 | 0,78  | 3,88 | 1,55 | 0    | 129      |
| Piódão                      | 20,93 | 44,19 | 6,98  | 2,33 | 11,63 | 4,65 | 2,33 | 0    | 43       |
| Pomares                     | 43,04 | 26,58 | 2,53  | 0,63 | 5,06  | 6,96 | 0    | 0,63 | 158      |
| Pombeiro da Beira           | 38,22 | 33,98 | 3,47  | 1,93 | 2,32  | 2,70 | 8,49 | 0,77 | 259      |
| São Martinho da Cortiça     | 25,95 | 47,84 | 4,05  | 2,70 | 2,16  | 1,08 | 1,08 | 1,62 | 370      |
| Sarzedo                     | 24,77 | 44,59 | 8,11  | 2,25 | 4,05  | 0,45 | 2,70 | 0,90 | 222      |
| Secarias                    | 52,48 | 12,06 | 5,67  | 3,55 | 0,71  | 6,38 | 4,26 | 2,13 | 141      |
| Vila Cova de Alva e Anceriz | 51,49 | 21,78 | 6,44  | 3,96 | 1,98  | 1,98 | 0,50 | 0,50 | 202      |
| Arganil                     | 38,25 | 29,84 | 7,07  | 3,78 | 3,20  | 2,92 | 2,44 | 1,05 | 3 807    |

### Cantanhede
| Partido                 | Partido                        | Votos  | %               | +/-  |
| ----------------------- | ------------------------------ | ------ | --------------- | ---- |
|                         | Partido Social Democrata       | 3 383  | 33,07 / 100,00  | -    |
|                         | Partido Socialista             | 3 084  | 30,15 / 100,00  | 3,29 |
|                         | Bloco de Esquerda              | 919    | 8,98 / 100,00   | 5,26 |
|                         | CDS – Partido Popular          | 501    | 4,90 / 100,00   | -    |
|                         | Pessoas–Animais–Natureza       | 371    | 3,63 / 100,00   | 2,35 |
|                         | Coligação Democrática Unitária | 264    | 2,58 / 100,00   | 2,97 |
|                         | Aliança                        | 143    | 1,40 / 100,00   | Novo |
|                         | LIVRE                          | 112    | 1,09 / 100,00   | 0,43 |
|                         | Outros (com menos de 1,00%)    | 501    | 4,90 / 100,00   |      |
| Votos Inválidos         | Votos Inválidos                | 951    | 9,30 / 100,00   | 0,14 |
| Total                   | Total                          | 10 229 | 100,00 / 100,00 |      |
| Eleitorado/Participação | Eleitorado/Participação        | 35 309 | 28,97 / 100,00  | 0,65 |

| Freguesia                    | %     | %     | %     | %    | %    | %    | %    | %    | Votantes |
| Freguesia                    | PSD   | PS    | BE    | CDS  | PAN  | CDU  | A    | L    | Votantes |
| ---------------------------- | ----- | ----- | ----- | ---- | ---- | ---- | ---- | ---- | -------- |
| Ançã                         | 21,26 | 41,06 | 11,58 | 3,37 | 2,79 | 5,87 | 0,73 | 1,47 | 682      |
| Cadima                       | 37,44 | 28,08 | 8,59  | 5,90 | 4,10 | 2,18 | 0,64 | 1,54 | 780      |
| Cantanhede e Pocariça        | 25,69 | 30,42 | 11,76 | 4,58 | 4,92 | 3,36 | 2,02 | 1,60 | 2 620    |
| Cordinhã                     | 23,83 | 46,88 | 8,59  | 5,08 | 0,78 | 1,17 | 0,39 | 0,78 | 256      |
| Covões e Camarneira          | 53,41 | 18,52 | 6,33  | 6,21 | 2,51 | 1,19 | 0,60 | 0,60 | 837      |
| Febres                       | 39,76 | 25,54 | 6,36  | 6,36 | 3,66 | 0,75 | 1,19 | 1,19 | 928      |
| Murtede                      | 30,73 | 41,34 | 9,50  | 3,63 | 2,23 | 3,63 | 0,56 | 0    | 358      |
| Ourentã                      | 33,51 | 31,61 | 4,63  | 5,72 | 1,63 | 1,63 | 1,09 | 0,82 | 367      |
| Portunhos e Outil            | 21,17 | 39,07 | 12,91 | 4,13 | 4,82 | 4,99 | 0,52 | 1,38 | 581      |
| Sanguinheira                 | 41,43 | 24,67 | 6,40  | 4,33 | 3,77 | 2,82 | 1,51 | 1,32 | 531      |
| São Caetano                  | 45,14 | 19,44 | 6,94  | 3,13 | 2,43 | 0,69 | 2,43 | 0,69 | 288      |
| Sepins e Bolho               | 34,36 | 29,17 | 7,49  | 3,84 | 3,26 | 0,96 | 2,11 | 0,58 | 521      |
| Tocha                        | 29,70 | 33,47 | 9,77  | 4,88 | 3,36 | 2,64 | 1,63 | 0,61 | 983      |
| Vilamar e Corticeiro de Cima | 44,06 | 23,54 | 3,22  | 6,04 | 3,02 | 0,60 | 2,41 | 0,20 | 497      |
| Cantanhede                   | 33,07 | 30,15 | 8,98  | 4,90 | 3,63 | 2,58 | 1,40 | 1,09 | 10 229   |

### Coimbra
| Partido                 | Partido                        | Votos   | %               | +/-  |
| ----------------------- | ------------------------------ | ------- | --------------- | ---- |
|                         | Partido Socialista             | 15 790  | 32,37 / 100,00  | 1,75 |
|                         | Partido Social Democrata       | 9 084   | 18,62 / 100,00  | -    |
|                         | Bloco de Esquerda              | 7 915   | 16,22 / 100,00  | 9,49 |
|                         | Coligação Democrática Unitária | 3 318   | 6,80 / 100,00   | 6,70 |
|                         | CDS – Partido Popular          | 2 560   | 5,25 / 100,00   | -    |
|                         | Pessoas–Animais–Natureza       | 2 175   | 4,46 / 100,00   | 2,94 |
|                         | LIVRE                          | 1 186   | 2,43 / 100,00   | 0,43 |
|                         | Aliança                        | 1 064   | 2,18 / 100,00   | Novo |
|                         | Nós, Cidadãos!                 | 663     | 1,36 / 100,00   | Novo |
|                         | Outros (com menos de 1,00%)    | 2 011   | 4,12 / 100,00   |      |
| Votos Inválidos         | Votos Inválidos                | 3 018   | 6,19 / 100,00   | 1,52 |
| Total                   | Total                          | 48 784  | 100,00 / 100,00 |      |
| Eleitorado/Participação | Eleitorado/Participação        | 127 217 | 38,35 / 100,00  | 1,99 |

| Freguesia                                      | %     | %     | %     | %     | %    | %    | %    | %    | %    | Votantes |
| Freguesia                                      | PS    | PSD   | BE    | CDU   | CDS  | PAN  | L    | A    | NC!  | Votantes |
| ---------------------------------------------- | ----- | ----- | ----- | ----- | ---- | ---- | ---- | ---- | ---- | -------- |
| Almalaguês                                     | 41,47 | 13,63 | 22,55 | 6,57  | 2,75 | 2,16 | 0,49 | 1,08 | 1,37 | 1 020    |
| Antuzede e Vil de Matos                        | 49,06 | 14,05 | 12,30 | 5,14  | 2,01 | 3,64 | 0,88 | 0,13 | 1,00 | 797      |
| Assafarge e Antanhol                           | 31,24 | 18,47 | 18,42 | 6,16  | 3,88 | 4,62 | 1,65 | 1,54 | 1,08 | 1 754    |
| Brasfemes                                      | 40,42 | 13,52 | 14,93 | 7,18  | 2,82 | 4,37 | 1,27 | 1,41 | 0,85 | 710      |
| Ceira                                          | 38,86 | 17,25 | 14,74 | 8,41  | 3,49 | 3,17 | 1,09 | 1,75 | 0,66 | 916      |
| Cernache                                       | 35,45 | 15,89 | 16,42 | 6,72  | 5,50 | 4,58 | 0,99 | 1,83 | 1,68 | 1 309    |
| Eiras e São Paulo de Frades                    | 33,52 | 15,89 | 16,94 | 7,15  | 4,38 | 5,12 | 1,86 | 2,39 | 1,09 | 5 689    |
| Santa Clara e Castelo Viegas                   | 30,44 | 18,46 | 18,74 | 6,67  | 4,76 | 4,91 | 2,52 | 2,27 | 1,33 | 4 051    |
| Santo António dos Olivais                      | 26,06 | 21,83 | 16,55 | 6,27  | 6,81 | 4,98 | 3,43 | 2,85 | 1,81 | 16 373   |
| São João do Campo                              | 48,46 | 11,35 | 10,77 | 11,15 | 2,69 | 2,12 | 1,92 | 0,77 | 0,77 | 520      |
| São Martinho de Árvore e Lamarosa              | 42,38 | 15,55 | 12,50 | 6,10  | 3,05 | 3,05 | 0,46 | 0,46 | 0,91 | 656      |
| São Martinho do Bispo e Ribeira de Frades      | 36,88 | 16,02 | 16,73 | 6,58  | 3,62 | 4,57 | 1,95 | 2,05 | 1,38 | 4 775    |
| São Silvestre                                  | 45,55 | 13,82 | 12,04 | 6,98  | 4,38 | 4,24 | 1,09 | 1,50 | 0,14 | 731      |
| Sé Nova, Santa Cruz, Almedina e São Bartolomeu | 26,77 | 22,60 | 15,38 | 7,09  | 8,13 | 4,16 | 3,14 | 2,20 | 1,28 | 5 005    |
| Souselas e Botão                               | 42,42 | 18,62 | 11,11 | 7,58  | 2,25 | 2,70 | 1,13 | 0,98 | 0,75 | 1 332    |
| Taveiro, Ameal e Arzila                        | 43,02 | 10,62 | 13,82 | 9,21  | 3,42 | 3,34 | 1,63 | 2,08 | 0,89 | 1 346    |
| Torres do Mondego                              | 45,94 | 13,59 | 16,25 | 8,40  | 1,68 | 2,24 | 1,54 | 0,56 | 0,42 | 714      |
| Trouxemil e Torre de Vilela                    | 44,01 | 16,11 | 11,97 | 7,27  | 3,04 | 2,95 | 2,21 | 0,83 | 0,83 | 1 086    |
| Coimbra                                        | 32,37 | 18,62 | 16,22 | 6,80  | 5,25 | 4,46 | 2,43 | 2,18 | 1,36 | 48 784   |

### Condeixa-a-Nova
| Partido                 | Partido                        | Votos  | %               | +/-   |
| ----------------------- | ------------------------------ | ------ | --------------- | ----- |
|                         | Partido Socialista             | 1 625  | 31,23 / 100,00  | 3,58  |
|                         | Bloco de Esquerda              | 1 167  | 22,43 / 100,00  | 10,41 |
|                         | Partido Social Democrata       | 787    | 15,13 / 100,00  | -     |
|                         | Coligação Democrática Unitária | 274    | 5,27 / 100,00   | 5,24  |
|                         | CDS – Partido Popular          | 226    | 4,34 / 100,00   | -     |
|                         | Pessoas–Animais–Natureza       | 184    | 3,54 / 100,00   | 2,26  |
|                         | LIVRE                          | 91     | 1,75 / 100,00   | 0,28  |
|                         | Aliança                        | 89     | 1,71 / 100,00   | Novo  |
|                         | Nós, Cidadãos!                 | 70     | 1,35 / 100,00   | Novo  |
|                         | Basta!                         | 63     | 1,21 / 100,00   | 0,63  |
|                         | Outros (com menos de 1,00%)    | 149    | 2,87 / 100,00   |       |
| Votos Inválidos         | Votos Inválidos                | 478    | 9,19 / 100,00   | 1,34  |
| Total                   | Total                          | 5 203  | 100,00 / 100,00 |       |
| Eleitorado/Participação | Eleitorado/Participação        | 14 365 | 36,22 / 100,00  | 1,67  |

| Freguesia                          | %     | %     | %     | %    | %    | %    | %    | %    | %    | %    | Votantes |
| Freguesia                          | PS    | BE    | PSD   | CDU  | CDS  | PAN  | L    | A    | NC!  | B!   | Votantes |
| ---------------------------------- | ----- | ----- | ----- | ---- | ---- | ---- | ---- | ---- | ---- | ---- | -------- |
| Anobra                             | 51,05 | 13,35 | 7,07  | 6,54 | 1,57 | 3,14 | 1,57 | 1,83 | 0,26 | 1,31 | 382      |
| Condeixa-a-Velha e Condeixa-a-Nova | 26,85 | 23,68 | 14,48 | 5,21 | 5,53 | 4,48 | 1,87 | 1,99 | 1,51 | 1,26 | 2 458    |
| Ega                                | 36,41 | 17,86 | 20,25 | 3,87 | 2,96 | 2,39 | 1,48 | 1,48 | 1,25 | 0,57 | 879      |
| Furadouro                          | 30,19 | 16,98 | 30,19 | 0    | 1,89 | 1,89 | 1,89 | 0    | 1,89 | 3,77 | 53       |
| Sebal e Belide                     | 34,31 | 17,92 | 13,90 | 6,73 | 3,91 | 3,26 | 2,17 | 1,63 | 2,17 | 1,85 | 921      |
| Vila Seca e Bem da Fé              | 21,01 | 45,82 | 15,19 | 4,05 | 4,05 | 1,77 | 1,01 | 0,76 | 0    | 0,76 | 395      |
| Zambujal                           | 30,43 | 19,13 | 19,13 | 7,83 | 4,35 | 2,61 | 0,87 | 1,74 | 0    | 0    | 115      |
| Condeixa-a-Nova                    | 31,23 | 22,43 | 15,13 | 5,27 | 4,34 | 3,54 | 1,75 | 1,71 | 1,35 | 1,21 | 5 203    |

### Figueira da Foz
| Partido                 | Partido                        | Votos  | %               | +/-  |
| ----------------------- | ------------------------------ | ------ | --------------- | ---- |
|                         | Partido Socialista             | 6 491  | 36,72 / 100,00  | 2,65 |
|                         | Partido Social Democrata       | 2 963  | 16,76 / 100,00  | -    |
|                         | Bloco de Esquerda              | 2 178  | 12,32 / 100,00  | 7,01 |
|                         | Coligação Democrática Unitária | 1 096  | 6,20 / 100,00   | 5,98 |
|                         | Pessoas–Animais–Natureza       | 821    | 4,64 / 100,00   | 3,06 |
|                         | Aliança                        | 815    | 4,61 / 100,00   | Novo |
|                         | CDS – Partido Popular          | 609    | 3,44 / 100,00   | -    |
|                         | LIVRE                          | 272    | 1,54 / 100,00   | 0,41 |
|                         | Nós, Cidadãos!                 | 222    | 1,26 / 100,00   | Novo |
|                         | Basta!                         | 186    | 1,05 / 100,00   | 0,41 |
|                         | Outros (com menos de 1,00%)    | 576    | 3,26 / 100,00   |      |
| Votos Inválidos         | Votos Inválidos                | 1 449  | 8,20 / 100,00   | 1,01 |
| Total                   | Total                          | 17 678 | 100,00 / 100,00 |      |
| Eleitorado/Participação | Eleitorado/Participação        | 55 557 | 31,82 / 100,00  | 2,25 |

| Freguesia            | %     | %     | %     | %     | %    | %    | %    | %    | %    | %    | Votantes |
| Freguesia            | PS    | PSD   | BE    | CDU   | PAN  | A    | CDS  | L    | NC!  | B!   | Votantes |
| -------------------- | ----- | ----- | ----- | ----- | ---- | ---- | ---- | ---- | ---- | ---- | -------- |
| Alhadas              | 42,76 | 13,25 | 11,28 | 5,81  | 4,50 | 4,82 | 2,53 | 1,80 | 0,41 | 1,06 | 1 223    |
| Alqueidão            | 41,11 | 18,84 | 8,78  | 5,78  | 2,78 | 3,00 | 3,64 | 0,64 | 0,43 | 0,86 | 467      |
| Bom Sucesso          | 43,86 | 24,31 | 7,27  | 2,51  | 1,75 | 2,26 | 2,51 | 1,00 | 0,75 | 0,75 | 399      |
| Buarcos e São Julião | 32,87 | 17,51 | 13,36 | 6,80  | 4,98 | 5,72 | 4,40 | 1,87 | 1,54 | 1,04 | 5 981    |
| Ferreira-a-Nova      | 44,31 | 22,00 | 7,74  | 2,73  | 1,82 | 3,95 | 2,28 | 1,21 | 1,21 | 1,21 | 659      |
| Lavos                | 35,95 | 16,63 | 10,80 | 6,12  | 4,88 | 4,88 | 3,73 | 1,43 | 2,01 | 0,86 | 1 046    |
| Maiorca              | 51,79 | 11,44 | 11,02 | 5,15  | 2,86 | 2,43 | 4,01 | 0,72 | 0,86 | 0,43 | 699      |
| Marinha das Ondas    | 39,64 | 20,72 | 9,74  | 2,78  | 4,45 | 3,34 | 1,53 | 1,53 | 0,28 | 1,11 | 719      |
| Moinhos da Gândara   | 37,87 | 25,25 | 8,31  | 3,99  | 2,99 | 1,99 | 2,66 | 1,66 | 1,33 | 0,33 | 301      |
| Paião                | 38,20 | 22,94 | 9,91  | 2,12  | 3,34 | 4,01 | 2,67 | 0,78 | 1,11 | 1,67 | 898      |
| Quiaios              | 40,69 | 15,66 | 11,55 | 4,62  | 6,80 | 2,82 | 1,16 | 0,90 | 0,77 | 1,28 | 779      |
| São Pedro            | 42,83 | 11,21 | 13,08 | 5,61  | 6,07 | 5,61 | 2,18 | 0,93 | 0,78 | 0,62 | 642      |
| Tavarede             | 30,84 | 15,50 | 15,70 | 6,88  | 5,75 | 4,69 | 3,80 | 1,98 | 1,59 | 1,22 | 3 025    |
| Vila Verde           | 40,24 | 9,05  | 11,55 | 15,71 | 3,33 | 3,69 | 2,98 | 0,83 | 1,19 | 1,07 | 840      |
| Figueira da Foz      | 36,72 | 16,76 | 12,32 | 6,20  | 4,64 | 4,61 | 3,44 | 1,54 | 1,26 | 1,05 | 17 678   |

### Góis
| Partido                 | Partido                        | Votos | %               | +/-  |
| ----------------------- | ------------------------------ | ----- | --------------- | ---- |
|                         | Partido Socialista             | 572   | 43,01 / 100,00  | 3,65 |
|                         | Partido Social Democrata       | 358   | 26,92 / 100,00  | -    |
|                         | Bloco de Esquerda              | 106   | 7,97 / 100,00   | 4,52 |
|                         | Pessoas–Animais–Natureza       | 46    | 3,46 / 100,00   | 2,77 |
|                         | CDS – Partido Popular          | 37    | 2,78 / 100,00   | -    |
|                         | Coligação Democrática Unitária | 28    | 2,11 / 100,00   | 1,20 |
|                         | Outros (com menos de 1,00%)    | 78    | 5,88 / 100,00   |      |
| Votos Inválidos         | Votos Inválidos                | 105   | 7,89 / 100,00   | 0,10 |
| Total                   | Total                          | 1 330 | 100,00 / 100,00 |      |
| Eleitorado/Participação | Eleitorado/Participação        | 3 531 | 37,67 / 100,00  | 0,48 |

| Freguesia          | %     | %     | %     | %    | %    | %    | Votantes |
| Freguesia          | PS    | PSD   | BE    | PAN  | CDS  | CDU  | Votantes |
| ------------------ | ----- | ----- | ----- | ---- | ---- | ---- | -------- |
| Alvares            | 36,32 | 39,74 | 2,56  | 2,14 | 3,42 | 2,14 | 234      |
| Cadafaz e Colmeal  | 47,96 | 20,41 | 12,24 | 4,08 | 2,04 | 2,04 | 98       |
| Góis               | 44,30 | 23,93 | 8,97  | 3,70 | 2,56 | 2,28 | 702      |
| Vila Nova do Ceira | 43,58 | 26,01 | 8,45  | 3,72 | 3,04 | 1,69 | 296      |
| Góis               | 43,01 | 26,92 | 7,97  | 3,46 | 2,78 | 2,11 | 1 330    |

### Lousã
| Partido                 | Partido                        | Votos  | %               | +/-  |
| ----------------------- | ------------------------------ | ------ | --------------- | ---- |
|                         | Partido Socialista             | 2 033  | 40,50 / 100,00  | 0,40 |
|                         | Partido Social Democrata       | 810    | 16,14 / 100,00  | -    |
|                         | Bloco de Esquerda              | 700    | 13,94 / 100,00  | 8,55 |
|                         | Pessoas–Animais–Natureza       | 247    | 4,92 / 100,00   | 3,40 |
|                         | Coligação Democrática Unitária | 187    | 3,73 / 100,00   | 3,40 |
|                         | CDS – Partido Popular          | 152    | 3,03 / 100,00   | -    |
|                         | Aliança                        | 93     | 1,85 / 100,00   | Novo |
|                         | Basta!                         | 61     | 1,22 / 100,00   | 0,64 |
|                         | LIVRE                          | 57     | 1,14 / 100,00   | 0,36 |
|                         | Outros (com menos de 1,00%)    | 180    | 3,60 / 100,00   |      |
| Votos Inválidos         | Votos Inválidos                | 500    | 9,96 / 100,00   | 0,15 |
| Total                   | Total                          | 5 020  | 100,00 / 100,00 |      |
| Eleitorado/Participação | Eleitorado/Participação        | 15 258 | 32,90 / 100,00  | 0,63 |

| Freguesia                      | %     | %     | %     | %    | %    | %    | %    | %    | %    | Votantes |
| Freguesia                      | PS    | PSD   | BE    | PAN  | CDU  | CDS  | A    | B!   | L    | Votantes |
| ------------------------------ | ----- | ----- | ----- | ---- | ---- | ---- | ---- | ---- | ---- | -------- |
| Foz de Arouce e Casal de Ermio | 38,92 | 21,62 | 10,81 | 4,32 | 3,78 | 3,24 | 0,54 | 1,62 | 0,54 | 370      |
| Gândaras                       | 52,65 | 15,88 | 6,47  | 4,41 | 2,94 | 0,59 | 0,29 | 0,29 | 2,06 | 340      |
| Lousã e Vilarinho              | 39,52 | 15,20 | 15,31 | 5,04 | 3,79 | 3,27 | 1,93 | 1,31 | 1,12 | 3 828    |
| Serpins                        | 40,87 | 19,50 | 10,79 | 4,77 | 3,73 | 2,70 | 3,32 | 1,04 | 0,83 | 482      |
| Lousã                          | 40,50 | 16,14 | 13,94 | 4,92 | 3,73 | 3,03 | 1,85 | 1,22 | 1,14 | 5 020    |

### Mira
| Partido                 | Partido                        | Votos  | %               | +/-  |
| ----------------------- | ------------------------------ | ------ | --------------- | ---- |
|                         | Partido Social Democrata       | 1 228  | 34,86 / 100,00  | -    |
|                         | Partido Socialista             | 1 035  | 29,38 / 100,00  | 0,76 |
|                         | Bloco de Esquerda              | 314    | 8,91 / 100,00   | 6,06 |
|                         | CDS – Partido Popular          | 163    | 4,63 / 100,00   | -    |
|                         | Pessoas–Animais–Natureza       | 158    | 4,48 / 100,00   | 3,67 |
|                         | Coligação Democrática Unitária | 66     | 1,87 / 100,00   | 1,74 |
|                         | Aliança                        | 52     | 1,48 / 100,00   | Novo |
|                         | LIVRE                          | 52     | 1,48 / 100,00   | 0,03 |
|                         | Nós, Cidadãos!                 | 40     | 1,14 / 100,00   | Novo |
|                         | Outros (com menos de 1,00%)    | 115    | 3,26 / 100,00   |      |
| Votos Inválidos         | Votos Inválidos                | 300    | 8,52 / 100,00   | 0,43 |
| Total                   | Total                          | 3 523  | 100,00 / 100,00 |      |
| Eleitorado/Participação | Eleitorado/Participação        | 13 040 | 27,02 / 100,00  | 0,30 |

| Freguesia     | %     | %     | %     | %    | %    | %    | %    | %    | %    | Votantes |
| Freguesia     | PSD   | PS    | BE    | CDS  | PAN  | CDU  | L    | A    | NC!  | Votantes |
| ------------- | ----- | ----- | ----- | ---- | ---- | ---- | ---- | ---- | ---- | -------- |
| Carapelhos    | 57,03 | 17,97 | 4,69  | 2,73 | 1,95 | 0,39 | 0,78 | 0,39 | 0,78 | 256      |
| Mira          | 32,46 | 29,00 | 10,72 | 4,48 | 4,63 | 2,14 | 1,80 | 1,07 | 1,17 | 2 052    |
| Praia de Mira | 21,80 | 42,30 | 7,70  | 3,39 | 5,48 | 2,61 | 1,31 | 3,00 | 1,17 | 766      |
| Seixo         | 55,46 | 15,59 | 5,12  | 8,46 | 3,56 | 0,22 | 0,67 | 1,34 | 1,11 | 449      |
| Mira          | 34,86 | 29,38 | 8,91  | 4,63 | 4,48 | 1,87 | 1,48 | 1,48 | 1,14 | 3 523    |

### Miranda do Corvo
| Partido                 | Partido                        | Votos  | %               | +/-  |
| ----------------------- | ------------------------------ | ------ | --------------- | ---- |
|                         | Partido Socialista             | 1 498  | 42,22 / 100,00  | 1,78 |
|                         | Partido Social Democrata       | 725    | 20,43 / 100,00  | -    |
|                         | Bloco de Esquerda              | 466    | 13,13 / 100,00  | 7,46 |
|                         | Pessoas–Animais–Natureza       | 156    | 4,40 / 100,00   | 3,41 |
|                         | Coligação Democrática Unitária | 140    | 3,95 / 100,00   | 4,75 |
|                         | CDS – Partido Popular          | 105    | 2,96 / 100,00   | -    |
|                         | Outros (com menos de 1,00%)    | 192    | 5,42 / 100,00   |      |
| Votos Inválidos         | Votos Inválidos                | 266    | 7,50 / 100,00   | 1,17 |
| Total                   | Total                          | 3 548  | 100,00 / 100,00 |      |
| Eleitorado/Participação | Eleitorado/Participação        | 10 784 | 32,90 / 100,00  | 1,56 |

| Freguesia         | %     | %     | %     | %    | %    | %    | Votantes |
| Freguesia         | PS    | PSD   | BE    | PAN  | CDU  | CDS  | Votantes |
| ----------------- | ----- | ----- | ----- | ---- | ---- | ---- | -------- |
| Lamas             | 43,35 | 24,03 | 12,45 | 3,43 | 2,15 | 2,15 | 233      |
| Miranda do Corvo  | 40,09 | 18,76 | 15,21 | 4,96 | 4,96 | 2,58 | 2 058    |
| Semide e Rio Vide | 43,38 | 23,39 | 10,55 | 4,52 | 2,91 | 4,09 | 929      |
| Vila Nova         | 51,52 | 22,87 | 7,93  | 1,22 | 1,83 | 2,74 | 328      |
| Miranda do Corvo  | 42,22 | 20,43 | 13,13 | 4,40 | 3,95 | 2,96 | 3 548    |

### Montemor-o-Velho
| Partido                 | Partido                         | Votos  | %               | +/-  |
| ----------------------- | ------------------------------- | ------ | --------------- | ---- |
|                         | Partido Socialista              | 2 609  | 40,12 / 100,00  | 0,37 |
|                         | Partido Social Democrata        | 1 128  | 17,35 / 100,00  | -    |
|                         | Bloco de Esquerda               | 789    | 12,13 / 100,00  | 7,58 |
|                         | Coligação Democrática Unitária  | 382    | 5,87 / 100,00   | 5,88 |
|                         | Pessoas–Animais–Natureza        | 234    | 3,60 / 100,00   | 2,56 |
|                         | CDS – Partido Popular           | 181    | 2,78 / 100,00   | -    |
|                         | Aliança                         | 130    | 2,00 / 100,00   | Novo |
|                         | Partido Democrático Republicano | 87     | 1,34 / 100,00   | Novo |
|                         | Basta!                          | 86     | 1,32 / 100,00   | 0,51 |
|                         | LIVRE                           | 80     | 1,23 / 100,00   | 0,14 |
|                         | Outros (com menos de 1,00%)     | 201    | 3,10 / 100,00   |      |
| Votos Inválidos         | Votos Inválidos                 | 596    | 9,17 / 100,00   | 1,56 |
| Total                   | Total                           | 6 503  | 100,00 / 100,00 |      |
| Eleitorado/Participação | Eleitorado/Participação         | 21 894 | 29,70 / 100,00  | 0,59 |

| Freguesia                                | %     | %     | %     | %     | %    | %    | %    | %    | %    | %    | Votantes |
| Freguesia                                | PS    | PSD   | BE    | CDU   | PAN  | CDS  | A    | PDR  | B!   | L    | Votantes |
| ---------------------------------------- | ----- | ----- | ----- | ----- | ---- | ---- | ---- | ---- | ---- | ---- | -------- |
| Abrunheira, Verride e Vila Nova da Barca | 47,98 | 9,98  | 10,69 | 11,88 | 3,09 | 2,14 | 1,90 | 1,90 | 1,66 | 0,48 | 421      |
| Arazede                                  | 38,13 | 24,12 | 9,13  | 3,04  | 3,42 | 4,34 | 1,60 | 0,68 | 1,45 | 0,91 | 1 314    |
| Carapinheira                             | 37,75 | 22,28 | 11,97 | 5,71  | 2,58 | 3,87 | 2,76 | 0,55 | 0,55 | 0,74 | 543      |
| Ereira                                   | 57,32 | 9,62  | 11,72 | 4,60  | 2,51 | 1,26 | 0,42 | 0    | 1,67 | 1,26 | 239      |
| Liceia                                   | 44,33 | 16,84 | 8,25  | 5,84  | 1,72 | 1,03 | 2,41 | 0,34 | 2,41 | 2,06 | 291      |
| Meãs do Campo                            | 36,61 | 22,02 | 11,31 | 4,17  | 1,49 | 3,27 | 1,19 | 4,17 | 0,60 | 0,89 | 336      |
| Montemor-o-Velho e Gatões                | 35,62 | 14,71 | 15,71 | 7,63  | 4,76 | 2,65 | 3,54 | 0,55 | 1,33 | 1,33 | 904      |
| Pereira                                  | 39,71 | 11,98 | 15,56 | 5,53  | 4,71 | 2,66 | 2,66 | 2,25 | 1,84 | 2,56 | 977      |
| Santo Varão                              | 40,40 | 10,76 | 15,23 | 9,60  | 3,31 | 1,49 | 0,66 | 1,32 | 1,32 | 1,16 | 604      |
| Seixo de Gatões                          | 29,41 | 24,77 | 10,22 | 7,74  | 6,81 | 1,86 | 2,17 | 0,31 | 0,93 | 0,93 | 323      |
| Tentúgal                                 | 47,73 | 19,42 | 9,07  | 2,36  | 2,72 | 2,18 | 0,91 | 2,90 | 0,54 | 0,54 | 551      |
| Montemor-o-Velho                         | 40,12 | 17,35 | 12,13 | 5,87  | 3,60 | 2,78 | 2,00 | 1,34 | 1,32 | 1,23 | 6 503    |

### Oliveira do Hospital
| Partido                 | Partido                        | Votos  | %               | +/-  |
| ----------------------- | ------------------------------ | ------ | --------------- | ---- |
|                         | Partido Socialista             | 2 238  | 37,70 / 100,00  | 0,55 |
|                         | Partido Social Democrata       | 1 557  | 26,23 / 100,00  | -    |
|                         | Bloco de Esquerda              | 427    | 7,19 / 100,00   | 4,92 |
|                         | CDS – Partido Popular          | 334    | 5,63 / 100,00   | -    |
|                         | Pessoas–Animais–Natureza       | 197    | 3,32 / 100,00   | 2,67 |
|                         | Coligação Democrática Unitária | 141    | 2,38 / 100,00   | 2,29 |
|                         | Aliança                        | 90     | 1,52 / 100,00   | Novo |
|                         | Outros (com menos de 1,00%)    | 273    | 4,59 / 100,00   |      |
| Votos Inválidos         | Votos Inválidos                | 679    | 11,44 / 100,00  | 1,94 |
| Total                   | Total                          | 5 936  | 100,00 / 100,00 |      |
| Eleitorado/Participação | Eleitorado/Participação        | 17 875 | 33,21 / 100,00  | 0,84 |

| Freguesia                                   | %     | %     | %    | %    | %    | %    | %    | Votantes |
| Freguesia                                   | PS    | PSD   | BE   | CDS  | PAN  | CDU  | A    | Votantes |
| ------------------------------------------- | ----- | ----- | ---- | ---- | ---- | ---- | ---- | -------- |
| Aldeia das Dez                              | 42,61 | 28,41 | 4,55 | 5,11 | 5,11 | 1,14 | 0,57 | 176      |
| Alvoco das Várzeas                          | 52,85 | 12,20 | 3,25 | 3,25 | 4,07 | 4,07 | 0,81 | 123      |
| Avô                                         | 44,57 | 24,46 | 5,43 | 2,17 | 7,61 | 0,54 | 1,09 | 184      |
| Bobadela                                    | 41,71 | 26,86 | 5,14 | 6,86 | 1,71 | 5,71 | 0,57 | 175      |
| Ervedal e Vila Franca da Beira              | 39,82 | 21,27 | 9,05 | 5,43 | 3,85 | 4,75 | 1,36 | 422      |
| Lagares da Beira                            | 49,76 | 19,02 | 5,12 | 4,88 | 1,71 | 2,93 | 0,98 | 410      |
| Lagos da Beira e Lajeosa                    | 42,64 | 25,19 | 6,48 | 3,49 | 2,99 | 1,00 | 2,74 | 401      |
| Lourosa                                     | 34,66 | 32,95 | 9,66 | 4,55 | 1,14 | 0    | 0,57 | 176      |
| Meruge                                      | 46,92 | 23,85 | 5,38 | 0,77 | 3,08 | 4,62 | 0    | 130      |
| Nogueira do Cravo                           | 32,27 | 30,44 | 7,00 | 7,15 | 2,59 | 1,98 | 1,37 | 657      |
| Oliveira do Hospital e São Paio de Gramaços | 31,14 | 26,19 | 9,52 | 6,84 | 3,60 | 2,87 | 2,44 | 1 638    |
| Penalva de Alva e São Sebastião da Feira    | 47,76 | 24,54 | 6,07 | 2,64 | 2,37 | 1,58 | 1,85 | 379      |
| Santa Ovaia e Vila Pouca da Beira           | 30,58 | 32,30 | 6,53 | 5,84 | 3,78 | 1,03 | 0,34 | 291      |
| São Gião                                    | 40,74 | 25,93 | 2,96 | 5,19 | 0,74 | 2,22 | 1,48 | 135      |
| Seixo da Beira                              | 33,65 | 35,87 | 3,81 | 6,67 | 4,44 | 0,95 | 0,63 | 315      |
| Travanca de Lagos                           | 38,49 | 24,34 | 8,22 | 7,89 | 4,28 | 1,64 | 0,66 | 304      |
| Oliveira do Hospital                        | 37,70 | 26,23 | 7,19 | 5,63 | 3,32 | 2,38 | 1,52 | 5 936    |

### Pampilhosa da Serra
| Partido                 | Partido                        | Votos | %               | +/-  |
| ----------------------- | ------------------------------ | ----- | --------------- | ---- |
|                         | Partido Socialista             | 505   | 40,24 / 100,00  | 5,89 |
|                         | Partido Social Democrata       | 396   | 31,55 / 100,00  | -    |
|                         | Bloco de Esquerda              | 75    | 5,98 / 100,00   | 4,11 |
|                         | CDS – Partido Popular          | 40    | 3,19 / 100,00   | -    |
|                         | Coligação Democrática Unitária | 37    | 2,95 / 100,00   | 1,55 |
|                         | Pessoas–Animais–Natureza       | 23    | 1,83 / 100,00   | 1,00 |
|                         | Basta!                         | 16    | 1,27 / 100,00   | 0,85 |
|                         | Aliança                        | 15    | 1,20 / 100,00   | Novo |
|                         | Outros (com menos de 1,00%)    | 38    | 3,03 / 100,00   |      |
| Votos Inválidos         | Votos Inválidos                | 110   | 8,77 / 100,00   | 0,88 |
| Total                   | Total                          | 1 255 | 100,00 / 100,00 |      |
| Eleitorado/Participação | Eleitorado/Participação        | 3 642 | 34,46 / 100,00  | 0,27 |

| Freguesia                | %     | %     | %    | %    | %    | %    | %    | %    | Votantes |
| Freguesia                | PS    | PSD   | BE   | CDS  | CDU  | PAN  | B!   | A    | Votantes |
| ------------------------ | ----- | ----- | ---- | ---- | ---- | ---- | ---- | ---- | -------- |
| Cabril                   | 42,42 | 34,85 | 3,03 | 3,03 | 1,52 | 0    | 3,03 | 1,52 | 66       |
| Dornelas do Zêzere       | 52,76 | 27,61 | 4,29 | 3,68 | 2,45 | 0    | 1,23 | 1,23 | 163      |
| Fajão - Vidual           | 31,40 | 43,80 | 2,48 | 0,83 | 6,61 | 2,48 | 0    | 0,83 | 121      |
| Janeiro de Baixo         | 44,79 | 28,83 | 6,75 | 3,68 | 0    | 0,61 | 1,23 | 1,84 | 163      |
| Pampilhosa da Serra      | 39,02 | 24,29 | 8,27 | 3,62 | 2,58 | 3,62 | 1,55 | 0,52 | 387      |
| Pessegueiro              | 29,82 | 38,60 | 5,26 | 0    | 0    | 0    | 0    | 5,26 | 57       |
| Portela do Fojo - Machio | 35,33 | 36,00 | 4,67 | 4,00 | 5,33 | 3,33 | 2,00 | 0,67 | 150      |
| Unhais-o-Velho           | 39,86 | 39,19 | 6,76 | 3,38 | 4,05 | 0    | 0,68 | 1,35 | 148      |
| Pampilhosa da Serra      | 40,24 | 31,55 | 5,98 | 3,19 | 2,95 | 1,83 | 1,27 | 1,20 | 1 255    |

### Penacova
| Partido                 | Partido                        | Votos  | %               | +/-  |
| ----------------------- | ------------------------------ | ------ | --------------- | ---- |
|                         | Partido Socialista             | 1 668  | 40,06 / 100,00  | 2,41 |
|                         | Partido Social Democrata       | 1 169  | 28,07 / 100,00  | -    |
|                         | Bloco de Esquerda              | 311    | 7,47 / 100,00   | 5,16 |
|                         | Coligação Democrática Unitária | 212    | 5,09 / 100,00   | 3,35 |
|                         | CDS – Partido Popular          | 124    | 2,98 / 100,00   | -    |
|                         | Pessoas–Animais–Natureza       | 123    | 2,95 / 100,00   | 2,21 |
|                         | Outros (com menos de 1,00%)    | 201    | 4,83 / 100,00   |      |
| Votos Inválidos         | Votos Inválidos                | 356    | 8,55 / 100,00   | 0,66 |
| Total                   | Total                          | 4 164  | 100,00 / 100,00 |      |
| Eleitorado/Participação | Eleitorado/Participação        | 13 710 | 30,37 / 100,00  | 0,67 |

| Freguesia                                 | %     | %     | %     | %    | %    | %    | Votantes |
| Freguesia                                 | PS    | PSD   | BE    | CDU  | CDS  | PAN  | Votantes |
| ----------------------------------------- | ----- | ----- | ----- | ---- | ---- | ---- | -------- |
| Carvalho                                  | 39,13 | 43,48 | 3,48  | 0,87 | 0,87 | 1,74 | 115      |
| Figueira de Lorvão                        | 43,40 | 30,94 | 5,87  | 3,23 | 2,49 | 3,08 | 682      |
| Friúmes e Paradela                        | 35,27 | 39,92 | 4,26  | 2,71 | 1,16 | 2,71 | 258      |
| Lorvão                                    | 41,67 | 20,60 | 9,34  | 8,57 | 3,95 | 3,95 | 1 039    |
| Oliveira do Mondego e Travanca do Mondego | 35,39 | 26,62 | 5,19  | 6,82 | 2,92 | 2,27 | 308      |
| Penacova                                  | 43,70 | 24,74 | 10,56 | 4,09 | 2,27 | 2,27 | 881      |
| São Pedro de Alva e São Paio do Mondego   | 30,03 | 35,69 | 5,97  | 3,93 | 4,25 | 2,52 | 636      |
| Sazes do Lorvão                           | 48,16 | 26,12 | 4,90  | 4,49 | 2,45 | 3,67 | 245      |
| Penacova                                  | 40,06 | 28,07 | 7,47  | 5,09 | 2,98 | 2,95 | 4 164    |

### Penela
| Partido                 | Partido                        | Votos | %               | +/-  |
| ----------------------- | ------------------------------ | ----- | --------------- | ---- |
|                         | Partido Socialista             | 517   | 35,03 / 100,00  | 3,16 |
|                         | Partido Social Democrata       | 422   | 28,59 / 100,00  | -    |
|                         | Bloco de Esquerda              | 131   | 8,88 / 100,00   | 6,27 |
|                         | Pessoas–Animais–Natureza       | 61    | 4,13 / 100,00   | 3,18 |
|                         | CDS – Partido Popular          | 40    | 2,71 / 100,00   | -    |
|                         | Coligação Democrática Unitária | 39    | 2,64 / 100,00   | 1,98 |
|                         | Aliança                        | 38    | 2,57 / 100,00   | Novo |
|                         | LIVRE                          | 20    | 1,36 / 100,00   | 0,31 |
|                         | Basta!                         | 20    | 1,36 / 100,00   | 0,69 |
|                         | Outros (com menos de 1,00%)    | 43    | 2,91 / 100,00   |      |
| Votos Inválidos         | Votos Inválidos                | 145   | 9,83 / 100,00   | 0,35 |
| Total                   | Total                          | 1 476 | 100,00 / 100,00 |      |
| Eleitorado/Participação | Eleitorado/Participação        | 4 871 | 30,30 / 100,00  | 3,68 |

| Freguesia                           | %     | %     | %     | %    | %    | %    | %    | %    | %    | Votantes |
| Freguesia                           | PS    | PSD   | BE    | PAN  | CDS  | CDU  | A    | L    | B!   | Votantes |
| ----------------------------------- | ----- | ----- | ----- | ---- | ---- | ---- | ---- | ---- | ---- | -------- |
| Cumeeira                            | 30,83 | 37,22 | 5,26  | 2,63 | 3,38 | 1,88 | 4,14 | 1,13 | 1,88 | 266      |
| Espinhal                            | 42,99 | 22,62 | 6,79  | 4,07 | 2,26 | 1,36 | 4,98 | 0,45 | 0,45 | 221      |
| Podentes                            | 30,99 | 23,24 | 11,27 | 5,63 | 2,11 | 5,63 | 0    | 2,11 | 2,82 | 142      |
| São Miguel, Santa Eufémia e Rabaçal | 34,95 | 28,34 | 10,15 | 4,37 | 2,72 | 2,72 | 1,89 | 1,53 | 1,18 | 847      |
| Penela                              | 35,03 | 28,59 | 8,88  | 4,13 | 2,71 | 2,64 | 2,57 | 1,36 | 1,36 | 1 476    |

### Soure
| Partido                 | Partido                        | Votos  | %               | +/-  |
| ----------------------- | ------------------------------ | ------ | --------------- | ---- |
|                         | Partido Socialista             | 2 547  | 45,10 / 100,00  | 2,27 |
|                         | Partido Social Democrata       | 819    | 14,50 / 100,00  | -    |
|                         | Bloco de Esquerda              | 650    | 11,51 / 100,00  | 6,82 |
|                         | Coligação Democrática Unitária | 296    | 5,24 / 100,00   | 5,70 |
|                         | Pessoas–Animais–Natureza       | 186    | 3,29 / 100,00   | 2,15 |
|                         | CDS – Partido Popular          | 182    | 3,22 / 100,00   | -    |
|                         | LIVRE                          | 75     | 1,33 / 100,00   | 0,17 |
|                         | Basta!                         | 68     | 1,20 / 100,00   | 0,50 |
|                         | Outros (com menos de 1,00%)    | 259    | 4,59 / 100,00   |      |
| Votos Inválidos         | Votos Inválidos                | 565    | 10,01 / 100,00  | 1,46 |
| Total                   | Total                          | 5 647  | 100,00 / 100,00 |      |
| Eleitorado/Participação | Eleitorado/Participação        | 16 577 | 34,07 / 100,00  | 1,16 |

| Freguesia              | %     | %     | %     | %     | %    | %    | %    | %    | Votantes |
| Freguesia              | PS    | PSD   | BE    | CDU   | PAN  | CDS  | L    | B!   | Votantes |
| ---------------------- | ----- | ----- | ----- | ----- | ---- | ---- | ---- | ---- | -------- |
| Alfarelos              | 43,62 | 8,50  | 15,66 | 11,63 | 2,01 | 2,01 | 1,34 | 1,34 | 447      |
| Degracias e Pombalinho | 34,86 | 31,80 | 6,12  | 0,61  | 2,45 | 6,12 | 0,61 | 0,92 | 327      |
| Figueiró do Campo      | 45,68 | 9,02  | 13,35 | 9,40  | 3,57 | 4,14 | 1,32 | 0,56 | 532      |
| Gesteira e Brunhós     | 54,32 | 11,11 | 10,80 | 2,78  | 1,54 | 2,78 | 1,23 | 0,62 | 324      |
| Granja do Ulmeiro      | 44,17 | 8,08  | 14,54 | 6,82  | 4,13 | 2,69 | 2,15 | 1,80 | 557      |
| Samuel                 | 53,13 | 13,35 | 10,63 | 1,91  | 1,63 | 3,00 | 2,72 | 0,27 | 367      |
| Soure                  | 45,47 | 15,32 | 11,56 | 4,35  | 3,58 | 3,09 | 1,30 | 1,34 | 2 232    |
| Tapéus                 | 30,33 | 27,05 | 10,66 | 1,64  | 5,74 | 3,28 | 0    | 2,46 | 122      |
| Vila Nova de Anços     | 45,58 | 15,53 | 9,40  | 9,97  | 1,71 | 1,42 | 0,57 | 0,57 | 351      |
| Vinha da Rainha        | 42,78 | 18,81 | 7,73  | 1,03  | 5,93 | 4,64 | 0,77 | 2,06 | 388      |
| Soure                  | 45,10 | 14,50 | 11,51 | 5,24  | 3,29 | 3,22 | 1,33 | 1,20 | 5 647    |

### Tábua
| Partido                 | Partido                        | Votos  | %               | +/-  |
| ----------------------- | ------------------------------ | ------ | --------------- | ---- |
|                         | Partido Socialista             | 1 299  | 39,46 / 100,00  | 1,66 |
|                         | Partido Social Democrata       | 928    | 28,19 / 100,00  | -    |
|                         | Bloco de Esquerda              | 226    | 6,87 / 100,00   | 4,52 |
|                         | CDS – Partido Popular          | 136    | 4,13 / 100,00   | -    |
|                         | Coligação Democrática Unitária | 116    | 3,52 / 100,00   | 2,84 |
|                         | Pessoas–Animais–Natureza       | 93     | 2,83 / 100,00   | 1,69 |
|                         | Aliança                        | 34     | 1,03 / 100,00   | Novo |
|                         | Outros (com menos de 1,00%)    | 151    | 4,58 / 100,00   |      |
| Votos Inválidos         | Votos Inválidos                | 309    | 9,39 / 100,00   | 0,71 |
| Total                   | Total                          | 3 292  | 100,00 / 100,00 |      |
| Eleitorado/Participação | Eleitorado/Participação        | 10 258 | 32,09 / 100,00  | 0,22 |

| Freguesia                         | %     | %     | %     | %     | %    | %    | %    | Votantes |
| Freguesia                         | PS    | PSD   | BE    | CDS   | CDU  | PAN  | A    | Votantes |
| --------------------------------- | ----- | ----- | ----- | ----- | ---- | ---- | ---- | -------- |
| Ázere e Covelo                    | 38,24 | 27,94 | 4,41  | 2,94  | 9,31 | 2,94 | 0,98 | 204      |
| Candosa                           | 50,00 | 30,80 | 2,80  | 2,40  | 1,20 | 1,60 | 0,40 | 250      |
| Carapinha                         | 22,56 | 33,08 | 6,77  | 11,28 | 1,50 | 1,50 | 1,50 | 133      |
| Covas e Vila Nova de Oliveirinha  | 30,03 | 35,46 | 10,22 | 5,11  | 3,19 | 2,24 | 0,64 | 313      |
| Espariz e Sinde                   | 44,75 | 29,94 | 5,86  | 2,78  | 1,85 | 2,47 | 1,54 | 324      |
| Midões                            | 48,11 | 23,11 | 5,25  | 3,78  | 3,15 | 3,15 | 1,05 | 476      |
| Mouronho                          | 28,93 | 35,54 | 6,61  | 4,13  | 2,89 | 2,48 | 1,65 | 242      |
| Pinheiro de Coja e Meda de Mouros | 44,04 | 26,42 | 4,66  | 3,63  | 3,63 | 1,55 | 1,55 | 193      |
| Póvoa de Midões                   | 41,51 | 26,42 | 5,03  | 2,52  | 1,89 | 1,89 | 0,63 | 159      |
| São João da Boa Vista             | 56,10 | 16,26 | 6,50  | 1,63  | 4,07 | 4,07 | 0    | 123      |
| Tábua                             | 35,20 | 26,63 | 9,60  | 4,91  | 4,46 | 3,89 | 1,03 | 875      |
| Tábua                             | 39,46 | 28,19 | 6,87  | 4,13  | 3,52 | 2,83 | 1,03 | 3 292    |

### Vila Nova de Poiares
| Partido                 | Partido                        | Votos | %               | +/-  |
| ----------------------- | ------------------------------ | ----- | --------------- | ---- |
|                         | Partido Socialista             | 579   | 35,41 / 100,00  | 0,17 |
|                         | Partido Social Democrata       | 417   | 25,50 / 100,00  | -    |
|                         | Bloco de Esquerda              | 146   | 8,93 / 100,00   | 5,29 |
|                         | CDS – Partido Popular          | 123   | 7,52 / 100,00   | -    |
|                         | Pessoas–Animais–Natureza       | 57    | 3,49 / 100,00   | 2,54 |
|                         | Coligação Democrática Unitária | 52    | 3,18 / 100,00   | 3,85 |
|                         | LIVRE                          | 25    | 1,53 / 100,00   | 0,50 |
|                         | Basta!                         | 21    | 1,28 / 100,00   | 0,74 |
|                         | Aliança                        | 17    | 1,04 / 100,00   | Novo |
|                         | Outros (com menos de 1,00%)    | 54    | 3,30 / 100,00   |      |
| Votos Inválidos         | Votos Inválidos                | 144   | 8,81 / 100,00   | 0,19 |
| Total                   | Total                          | 1 635 | 100,00 / 100,00 |      |
| Eleitorado/Participação | Eleitorado/Participação        | 6 168 | 26,51 / 100,00  | 0,12 |

| Freguesia             | %     | %     | %     | %     | %    | %    | %    | %    | %    | Votantes |
| Freguesia             | PS    | PSD   | BE    | CDS   | PAN  | CDU  | L    | B!   | A    | Votantes |
| --------------------- | ----- | ----- | ----- | ----- | ---- | ---- | ---- | ---- | ---- | -------- |
| Arrifana              | 35,45 | 31,44 | 4,68  | 10,03 | 1,34 | 1,67 | 2,34 | 1,00 | 0    | 299      |
| Lavegadas             | 33,33 | 26,92 | 7,69  | 10,26 | 3,85 | 2,56 | 0    | 0    | 0    | 78       |
| Poiares (Santo André) | 32,42 | 25,64 | 10,59 | 6,67  | 4,34 | 3,60 | 1,59 | 1,69 | 1,17 | 944      |
| São Miguel de Poiares | 44,90 | 19,11 | 8,28  | 7,01  | 2,87 | 3,50 | 0,96 | 0,64 | 1,91 | 314      |
| Vila Nova de Poiares  | 35,41 | 25,50 | 8,93  | 7,52  | 3,49 | 3,18 | 1,53 | 1,28 | 1,04 | 1 635    |